# Stanisław Krzynówek
Stanisław Krzynówek pseud. Janek, Bruner, Stasiek (ur. 22 października 1891 we wsi Wierbka w powiecie olkuskim, zm. 29 listopada 1942 w Mysłowicach) – działacz KPP i PPR.
Syn górnika Bartłomieja. Skończył 3 lata szkoły powszechnej, potem terminował w zakładzie ślusarskim. Czeladnik w fabryce w Sosnowcu. Uczestnik I wojny światowej jako żołnierz armii rosyjskiej, następnie brał udział w rewolucji październikowej i w wojnie domowej w Rosji. W latach 1920–1924 pracował w Jekaterynosławiu jako ślusarz. Członek Rosyjskiej Komunistycznej Partii (bolszewików) (RKP(b)). Po powrocie do kraju wstąpił do KPP i pracował w sosnowieckiej hucie "Katarzyna", skąd został zwolniony za działalność komunistyczną. Od listopada 1926 pracował  w "Hucie Bankowej" w Dąbrowie Górniczej, zwolniony za organizowanie strajku. Członek Komitetu Okręgowego (KO) KPP Zagłębia Dąbrowskiego, uczestnik IV Zjazdu KPP w 1927. Działacz Związku Zawodowego Robotników Przemysłu Metalowego. Kilkakrotnie aresztowany za działalność komunistyczną, a w kwietniu 1939 został osadzony w Berezie Kartuskiej do lipca 1939. W czasie okupacji działacz Stowarzyszenia Przyjaciół ZSRR, członek jego KO, a następnie KO PPR Zagłębia i jeden z redaktorów "Trybuny Zagłębia" – pisma KO PPR Zagłębia. 12 lutego 1942 został aresztowany wraz z innymi działaczami PPR Zagłębia przez gestapo i uwięziony najpierw w Sosnowcu, później w Mysłowicach, gdzie został zamordowany.